# Нинива (покрајина)
Нинива(арап. محافظة نينوى‎ muḥāfaẓa Nīnawā, курд. نینو Neynewa, сир. ܢܝܢܘܐ Nīněwā) — мухафеза на северу Ирака у правцу према Сиријској граници. Названа је у част древног града Ниниве који се налази на територији покрајине. На југу се граничи са покрајинама Анбар, Саладин — на северу са покрајином Духук — на истоку са покрајином Ербил. Административни центар налази се у граду Мосулу. Међу веће градове убрајају се Тал-Афар, Шергат, Бахдида, Синџар, Хамам ал-Алил и Бартала. Преовлађујућа религија у овој покрајини је сунитски ислам. Она представља област у којој је настањна већина Асираца у Ираку. 
У овој покрајини налази се најстарији манастир на свету посвећен Светом Илији и један од најстаријих хришћанских храмова у Ираку познатог као Даир Мар Елиа.
До 1976. године називао се вилајетом Мосула, вилајета који је такође био укључен у покрајину Духук. У јуну 2014. године провинцију  су заузели припадници Исламске Државе.